# 3587 Descartes
A 3587 Descartes (ideiglenes jelöléssel 1981 RK5) a Naprendszer kisbolygóövében található aszteroida. Ljudmila Vasziljevna Zsuravljova fedezte fel 1981. szeptember 8-án.